# Joseph Ponthus

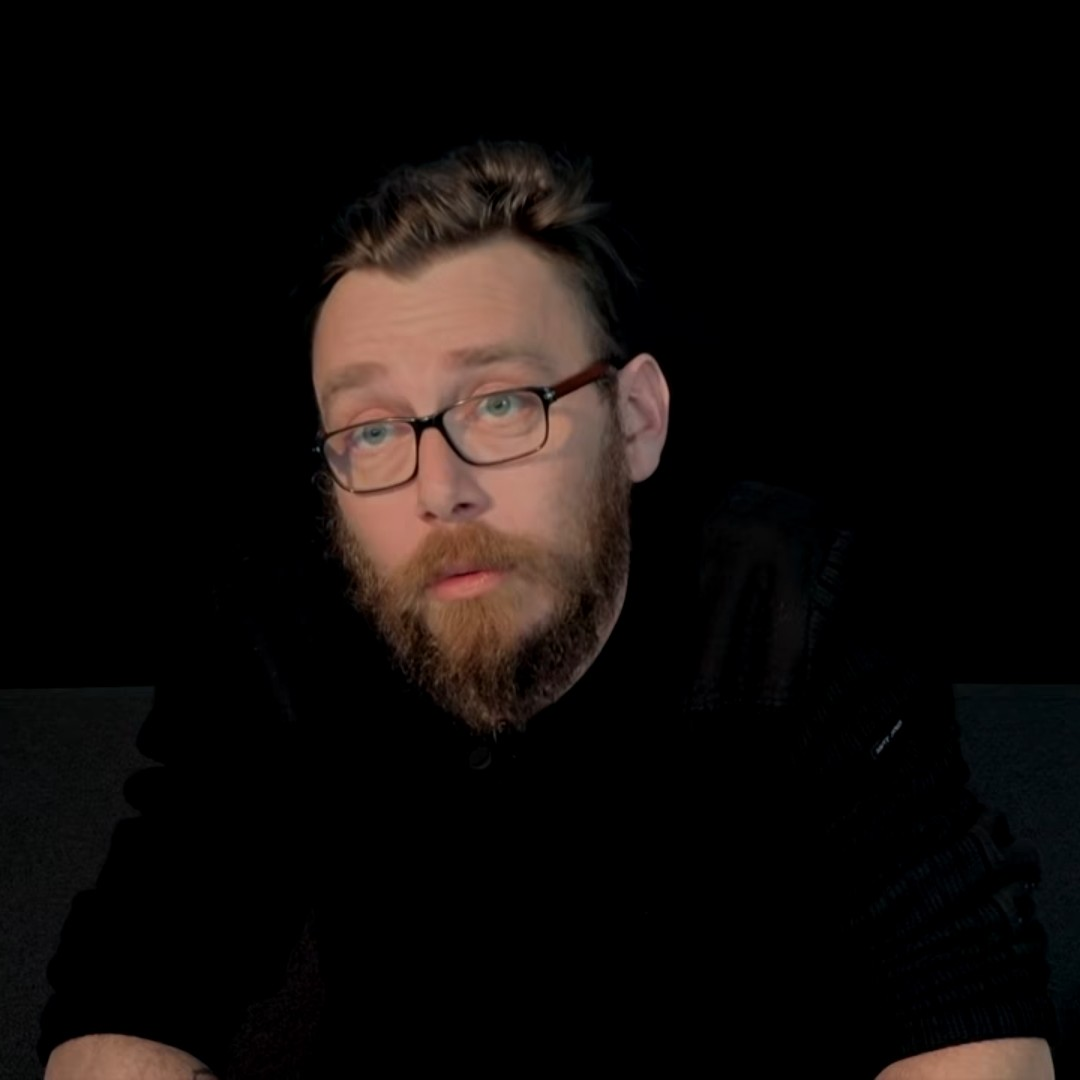
Joseph Ponthus - 2019

Baptiste Cornet (Reims, 4 de septiembre de 1978-Lorient, 24 de febrero de 2021), conocido como Joseph Ponthus, fue un escritor y docente francés. Su primera novela, Desde la línea, obtuvo media docena de premios en Francia, vendió miles de copias y fue traducida a varios idiomas.

## Biografía
Tras estudiar Literatura en Reims y Trabajo Social en Nancy, ejerció durante más de diez años como educador especial en las afueras de París, en el ayuntamiento de Nanterre. Dicha experiencia quedó plasmada en la obra Nosotros...la ciudad, publicada en 2012, la cual incluye testimonios de los estudiantes.
En el año 2015 se muda a la región de Bretaña, al no encontrar trabajo como docente, realiza diversos puestos como trabajador, primero en una fábrica de conservas de pescado y luego en un matadero.
Durante los dos años como trabajador, Joseph Ponthus registró sus impresiones y sentimientos por las noches, así como los pensamientos de sus colegas. El libro fue publicado en enero de 2019 bajo el título Desde la línea, el cual fue bien recibido por la crítica, siendo galardonado con el Grand Prix RTL/Lire, el Prix Régine Deforges, el Prix Jean Amila-Meckert, el Prix du Premier Roman des Lecteurs de la Ville de Paris y el Prix Eugène Dabit du Roman Populiste.
Falleció el 24 de febrero de 2021 por cáncer, a la edad de 42 años.

## Obras
- Nosotros...la ciudad (2012)
- Desde la línea (2019)